# Dahira niphaphylla
Dahira niphaphylla là một loài bướm đêm thuộc họ Sphingidae. Loài này có ở Trung Quốc.